# Transferred Account Data Interchange Group Code
Der Transferred Account Data Interchange Group Code, auch TADIG-Code genannt, ist ein einmalig vergebener und eindeutig zuweisbarer alphanumerischer Code.
Dieser Code dient der eindeutigen Identifizierung von Netzwerkbetreibern innerhalb eines GSM-basierten Mobilnetzwerkes.
Die Kombination aus Buchstaben und Zahlen ergibt sich aus dem Kürzel für das entsprechende Land (Deutschland hat das Kürzel DEU) und dem Kürzel des Netzwerkbetreibers (Deutsche Telekom z. B. D1, Vodafone z. B. D2).